# Coupe de France de rugby à XIII 1985-1986
Navigation
Édition précédente Édition suivante
La Coupe de France de rugby à XIII 1985-1986 est la 48e édition de la Coupe de France, compétition à élimination directe mettant aux prises des clubs de rugby à XIII amateurs et professionnels affiliés à la Fédération française de jeu à XIII (aujourd'hui Fédération française de rugby à XIII).

## Liste des équipes en compétition en huitièmes de finale
| \| US Le Pontet AS Saint-Estève FC Lézignan RC Carpentras SO Avignon Toulouse olympique XIII US Villeneuve AS Carcassonne XIII Catalan RC Albigeois Châtillon XIII SU Cavaillon RC Saint-Gaudens US Entraigues Tonneins XIII Villefranche XIII \| Clubs prenant part à la Coupe de France de rugby à XIII 1986. |
| US Le Pontet AS Saint-Estève FC Lézignan RC Carpentras SO Avignon Toulouse olympique XIII US Villeneuve AS Carcassonne XIII Catalan RC Albigeois Châtillon XIII SU Cavaillon RC Saint-Gaudens US Entraigues Tonneins XIII Villefranche XIII                                                                     |

## Tableau final
|  | Huitièmes de finale                  | Huitièmes de finale            |              |             | Quarts de finale              | Quarts de finale              |  |  | Demi-finales  | Demi-finales  |  |  | Finale                    | Finale                    |
|  | Huitièmes de finale                  | Huitièmes de finale            |              |             | Quarts de finale              | Quarts de finale              |  |  | Demi-finales  | Demi-finales  |  |  | Finale                    | Finale                    |
|  |                                      |                                |              |             |                               |                               |  |  |               |               |  |  |                           |                           |
|  | le 6 avril 1986 à Lézignan           | le 6 avril 1986 à Lézignan     |              |             | le 20 avril 1986 à Carpentras | le 20 avril 1986 à Carpentras |  |  | le 4 mai 1986 | le 4 mai 1986 |  |  | le 17 mai 1986 à Narbonne | le 17 mai 1986 à Narbonne |
|  | le 6 avril 1986 à Lézignan           | le 6 avril 1986 à Lézignan     |              |             | le 20 avril 1986 à Carpentras | le 20 avril 1986 à Carpentras |  |  | le 4 mai 1986 | le 4 mai 1986 |  |  | le 17 mai 1986 à Narbonne | le 17 mai 1986 à Narbonne |
|  | Le Pontet                            | 4                              |              |             | le 20 avril 1986 à Carpentras | le 20 avril 1986 à Carpentras |  |  | le 4 mai 1986 | le 4 mai 1986 |  |  | le 17 mai 1986 à Narbonne | le 17 mai 1986 à Narbonne |
|  | Le Pontet                            | 4                              |              |             | le 20 avril 1986 à Carpentras | le 20 avril 1986 à Carpentras |  |  | le 4 mai 1986 | le 4 mai 1986 |  |  | le 17 mai 1986 à Narbonne | le 17 mai 1986 à Narbonne |
|  | XIII Catalan                         | 2                              |              |             | le 20 avril 1986 à Carpentras | le 20 avril 1986 à Carpentras |  |  | le 4 mai 1986 | le 4 mai 1986 |  |  | le 17 mai 1986 à Narbonne | le 17 mai 1986 à Narbonne |
|  | XIII Catalan                         | 2                              | Le Pontet    | 22          |                               |                               |  |  | le 4 mai 1986 | le 4 mai 1986 |  |  | le 17 mai 1986 à Narbonne | le 17 mai 1986 à Narbonne |
|  | le 5 avril 1986 à Carcassonne        |                                | Le Pontet    | 22          |                               |                               |  |  | le 4 mai 1986 | le 4 mai 1986 |  |  | le 17 mai 1986 à Narbonne | le 17 mai 1986 à Narbonne |
|  |                                      | Avignon                        | 20           |             |                               |                               |  |  | le 4 mai 1986 | le 4 mai 1986 |  |  | le 17 mai 1986 à Narbonne | le 17 mai 1986 à Narbonne |
|  | Avignon                              | Avignon                        | 20           | 26          |                               |                               |  |  | le 4 mai 1986 | le 4 mai 1986 |  |  | le 17 mai 1986 à Narbonne | le 17 mai 1986 à Narbonne |
|  | Avignon                              | le 20 avril 1986 à Carcassonne |              | 26          |                               |                               |  |  | le 4 mai 1986 | le 4 mai 1986 |  |  | le 17 mai 1986 à Narbonne | le 17 mai 1986 à Narbonne |
|  | Albi                                 | 8                              |              |             |                               |                               |  |  | le 4 mai 1986 | le 4 mai 1986 |  |  | le 17 mai 1986 à Narbonne | le 17 mai 1986 à Narbonne |
|  | Albi                                 | 8                              | Le Pontet    | 25          |                               |                               |  |  |               |               |  |  | le 17 mai 1986 à Narbonne | le 17 mai 1986 à Narbonne |
|  | le 5 avril 1986 à Mazamet            |                                | Le Pontet    | 25          |                               |                               |  |  |               |               |  |  | le 17 mai 1986 à Narbonne | le 17 mai 1986 à Narbonne |
|  |                                      | Lézignan                       | 20           |             |                               |                               |  |  |               |               |  |  | le 17 mai 1986 à Narbonne | le 17 mai 1986 à Narbonne |
|  | Lézignan                             | Lézignan                       | 20           | 21          |                               |                               |  |  |               |               |  |  | le 17 mai 1986 à Narbonne | le 17 mai 1986 à Narbonne |
|  | Lézignan                             | le 4 mai 1986                  |              | 21          |                               |                               |  |  |               |               |  |  | le 17 mai 1986 à Narbonne | le 17 mai 1986 à Narbonne |
|  | Villefranche                         | 10                             |              |             |                               |                               |  |  |               |               |  |  | le 17 mai 1986 à Narbonne | le 17 mai 1986 à Narbonne |
|  | Villefranche                         | 10                             | Lézignan     | 12 (a.p.)   |                               |                               |  |  |               |               |  |  | le 17 mai 1986 à Narbonne | le 17 mai 1986 à Narbonne |
|  | le 5 avril 1986 à Villeneuve-sur-Lot |                                | Lézignan     | 12 (a.p.)   |                               |                               |  |  |               |               |  |  | le 17 mai 1986 à Narbonne | le 17 mai 1986 à Narbonne |
|  |                                      | Toulouse                       | 10           |             |                               |                               |  |  |               |               |  |  | le 17 mai 1986 à Narbonne | le 17 mai 1986 à Narbonne |
|  | Toulouse                             | Toulouse                       | 10           | 48          |                               |                               |  |  |               |               |  |  | le 17 mai 1986 à Narbonne | le 17 mai 1986 à Narbonne |
|  | Toulouse                             | le 20 avril 1986 à Limoux      |              | 48          |                               |                               |  |  |               |               |  |  | le 17 mai 1986 à Narbonne | le 17 mai 1986 à Narbonne |
|  | Paris-Châtillon                      | 0                              |              |             |                               |                               |  |  |               |               |  |  | le 17 mai 1986 à Narbonne | le 17 mai 1986 à Narbonne |
|  | Paris-Châtillon                      | 0                              | Le Pontet    | 35          |                               |                               |  |  |               |               |  |  |                           |                           |
|  | le 6 avril 1986 à Arles              |                                | Le Pontet    | 35          |                               |                               |  |  |               |               |  |  |                           |                           |
|  |                                      | Saint-Estève                   | 10           |             |                               |                               |  |  |               |               |  |  |                           |                           |
|  | Saint-Estève                         | Saint-Estève                   | 10           | ?           |                               |                               |  |  |               |               |  |  |                           |                           |
|  | Saint-Estève                         |                                |              | ?           |                               |                               |  |  |               |               |  |  |                           |                           |
|  | Cavaillon                            | ?                              |              |             |                               |                               |  |  |               |               |  |  |                           |                           |
|  | Cavaillon                            | ?                              | Saint-Estève | 56          |                               |                               |  |  |               |               |  |  |                           |                           |
|  | le 6 avril 1986 à Pamiers            |                                | Saint-Estève | 56          |                               |                               |  |  |               |               |  |  |                           |                           |
|  |                                      | Carcassonne                    | 18           |             |                               |                               |  |  |               |               |  |  |                           |                           |
|  | Carcassonne                          | Carcassonne                    | 18           | 22          |                               |                               |  |  |               |               |  |  |                           |                           |
|  | Carcassonne                          | le 20 avril 1986 à Perpignan   |              | 22          |                               |                               |  |  |               |               |  |  |                           |                           |
|  | Saint-Gaudens                        | 0                              |              |             |                               |                               |  |  |               |               |  |  |                           |                           |
|  | Saint-Gaudens                        | 0                              | Saint-Estève | 36          |                               |                               |  |  |               |               |  |  |                           |                           |
|  | le 5 avril 1986 à Avignon            |                                | Saint-Estève | 36          |                               |                               |  |  |               |               |  |  |                           |                           |
|  |                                      | Carpentras                     | 12           |             |                               |                               |  |  |               |               |  |  |                           |                           |
|  | Carpentras                           | Carpentras                     | 12           | 30          |                               |                               |  |  |               |               |  |  |                           |                           |
|  | Carpentras                           |                                |              | 30          |                               |                               |  |  |               |               |  |  |                           |                           |
|  | Entraigues                           | 10                             |              |             |                               |                               |  |  |               |               |  |  |                           |                           |
|  | Entraigues                           | 10                             | Carpentras   | 26          |                               |                               |  |  |               |               |  |  |                           |                           |
|  | le 6 avril 1986 à Sainte-Livrade     |                                | Carpentras   | 26          |                               |                               |  |  |               |               |  |  |                           |                           |
|  |                                      | Villeneuve-sur-Lot             | 10           |             |                               |                               |  |  |               |               |  |  |                           |                           |
|  | Villeneuve-sur-Lot                   | Villeneuve-sur-Lot             | 10           | par forfait |                               |                               |  |  |               |               |  |  |                           |                           |
|  | Villeneuve-sur-Lot                   |                                |              | par forfait |                               |                               |  |  |               |               |  |  |                           |                           |
|  | Tonneins                             |                                |              |             |                               |                               |  |  |               |               |  |  |                           |                           |
|  |                                      |                                |              |             |                               |                               |  |  |               |               |  |  |                           |                           |

## Finale (samedi 17 mai 1986)
(mt : ? - ?)
Points marqués :
- Le Pontet :
- Saint-Estève :

Évolution du score :  
Arbitre :  
Spectateurs : 
Composition des équipes :
- Le Pontet : Patrick Rocci - Didier Couston, Denis Bergé, Steve Lipiatt, Etienne Kaminski - Tim Wilby (o), Thierry Bernabé (m) - Thierry Vadon, Adrian Rovere, Marc Palanques, Christian Maccali, Serge Titeux, Joseph Giné - Entraîneur : Marius Frattini
- Saint-Estève : Patrick Marginet - Patrick Casas, Didier Pérez, Serge Costals, Jean-Luc Tène - Roger Palisses (o), Bernard Guasch (m) - Jean-Marie Bosc (c), Steve Robinson, Mathieu Khedimi, Mohamed Belmaziz, Abet Baklouch, Patrice Bolchakoff - Entraîneur : Marcel Pillon